# テルシオ

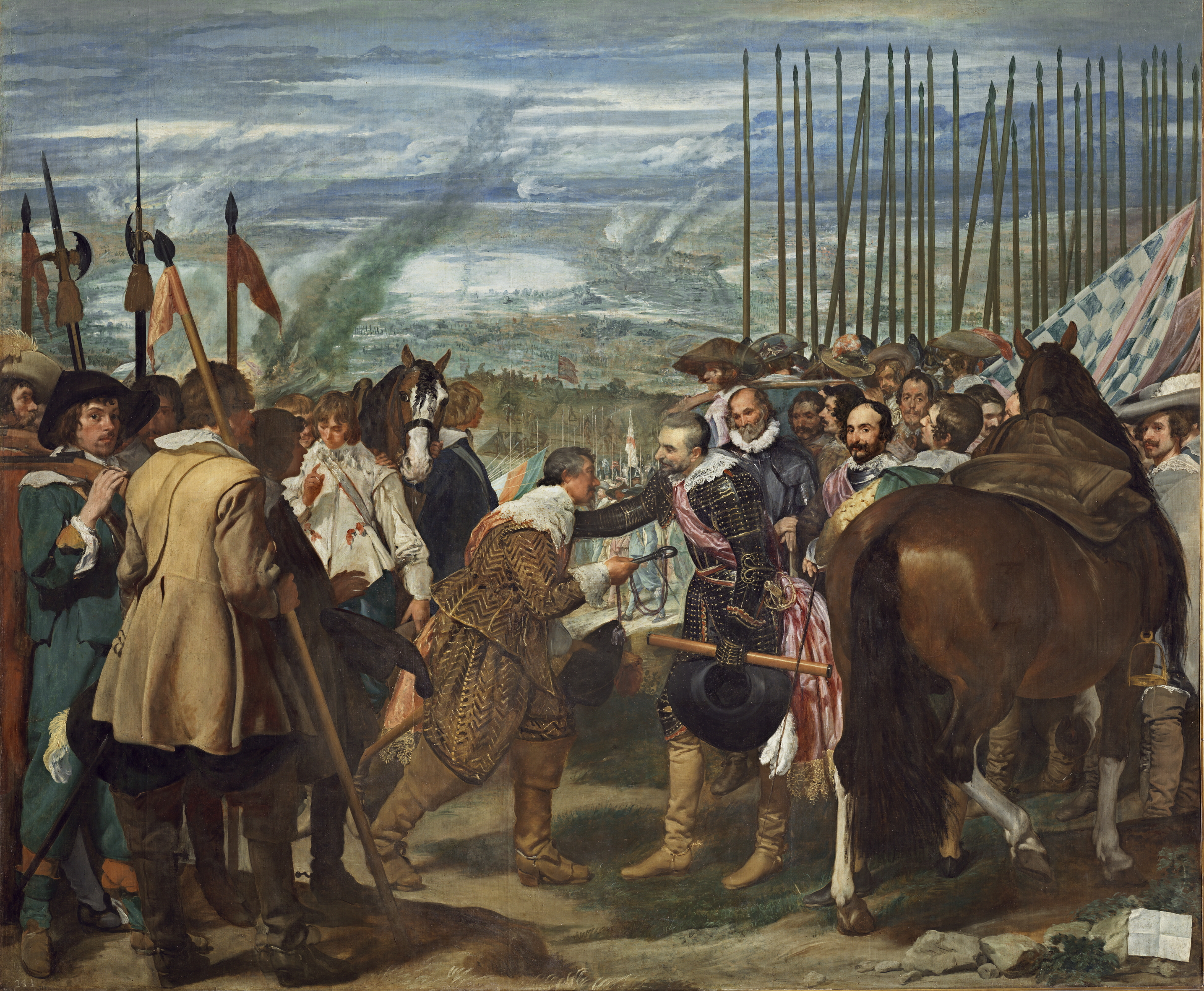
アンブロジオ・スピノラ、1625年にかけて名高いブレダ攻城戦を指揮している。

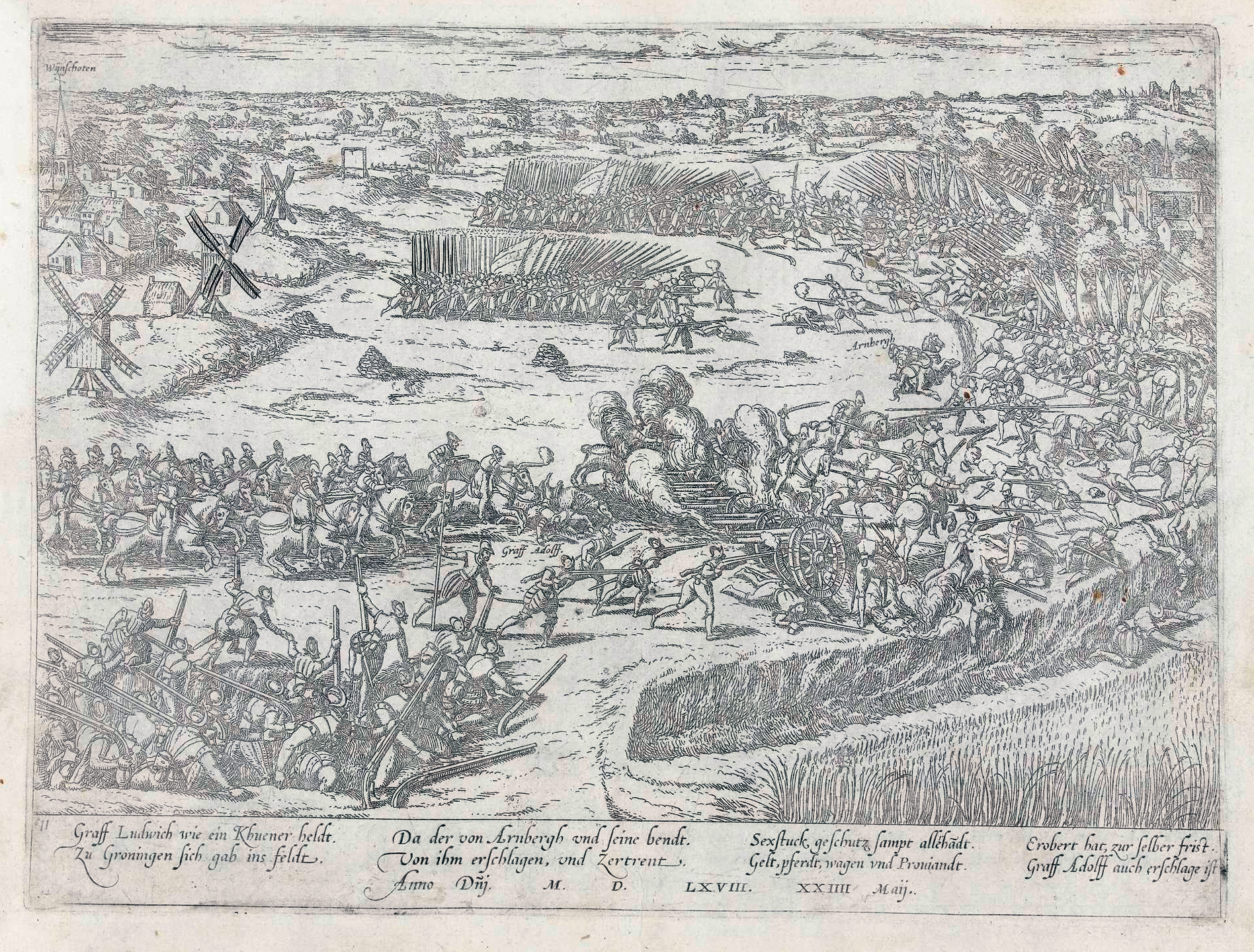
1568年のハイリヘルレーの戦いの図。槍兵方陣や大砲など、当時の軍隊が描写されている。画面右がスペイン軍のテルシオである。

テルシオ（tercio）は、1534年から1704年にかけてスペイン王国が採用した軍事編成。戦闘隊形を指すとされる場合もあるが、これは誤りである。

## 歴史

### 前史
およそ700年にわたるレコンキスタを完成させたスペイン王国は、イベリア半島の過半を支配下に置き、ヨーロッパの強国の地位を他国と争うようになっていた。1494年、フランスのイタリア半島への侵攻によってイタリア戦争が勃発すると、スペインはアラゴン王国による継承権を理由にこの戦争に介入した。ゴンサロ・フェルナンデス・デ・コルドバを総司令官として、イタリア半島へ送り込まれたスペイン軍であったが、セミナラの戦いでフランス軍に敗北した。この当時のスペイン軍は、剣と円盾を装備した歩兵と、ヒネーテ（Jinete）と呼ばれる軽騎兵を中心としていた。しかし、この編成では重騎兵とスイス槍兵を中心としたフランス軍に野戦で勝利することはできなかった。
こうした背景のもと、スペイン本土においてAlonso de Quintanillaらによる組織改革が、イタリアにおいてゴンサロ・フェルナンデス・デ・コルドバらによる戦術改革が行われた。この中で生まれたのがコロネリア（Coronelía、コロネリャとも）と呼ばれる部隊編成である。
戦後、ゴンサロはまず、円盾と剣を廃止し、スイス槍兵同様にパイクを持たせた。槍兵には密集隊形（方陣）を組ませ、周囲と両翼に袖のように投射兵（クロスボウ、銃）を配置した。さらにゴンサロは士官の数を増加させた。それまでたった1人の士官が兵士100人から600人を指揮していたが、ゴンサロは兵士300人につき4人から6人の士官が付くようにさせた。これは部隊の柔軟性を高めることにつながった。ひとつの部隊は1000名前後で構成され、指揮官にはコロネル（Coronel、大佐）の階級を与えた。指揮官の階級に由来して、こうした部隊はコロネリア（Coronelía、コロネリャとも）と呼ばれた。
1503年、この新式のスペイン軍は、チェリニョーラの戦いでフランス軍を破ることに成功した。チェリニョーラの戦いはまた、火器と野戦築城が効果を発揮した戦いでもあった。それ以降、軍隊の中に占める火器の割合は徐々に増加していった。

### 栄光と衰退

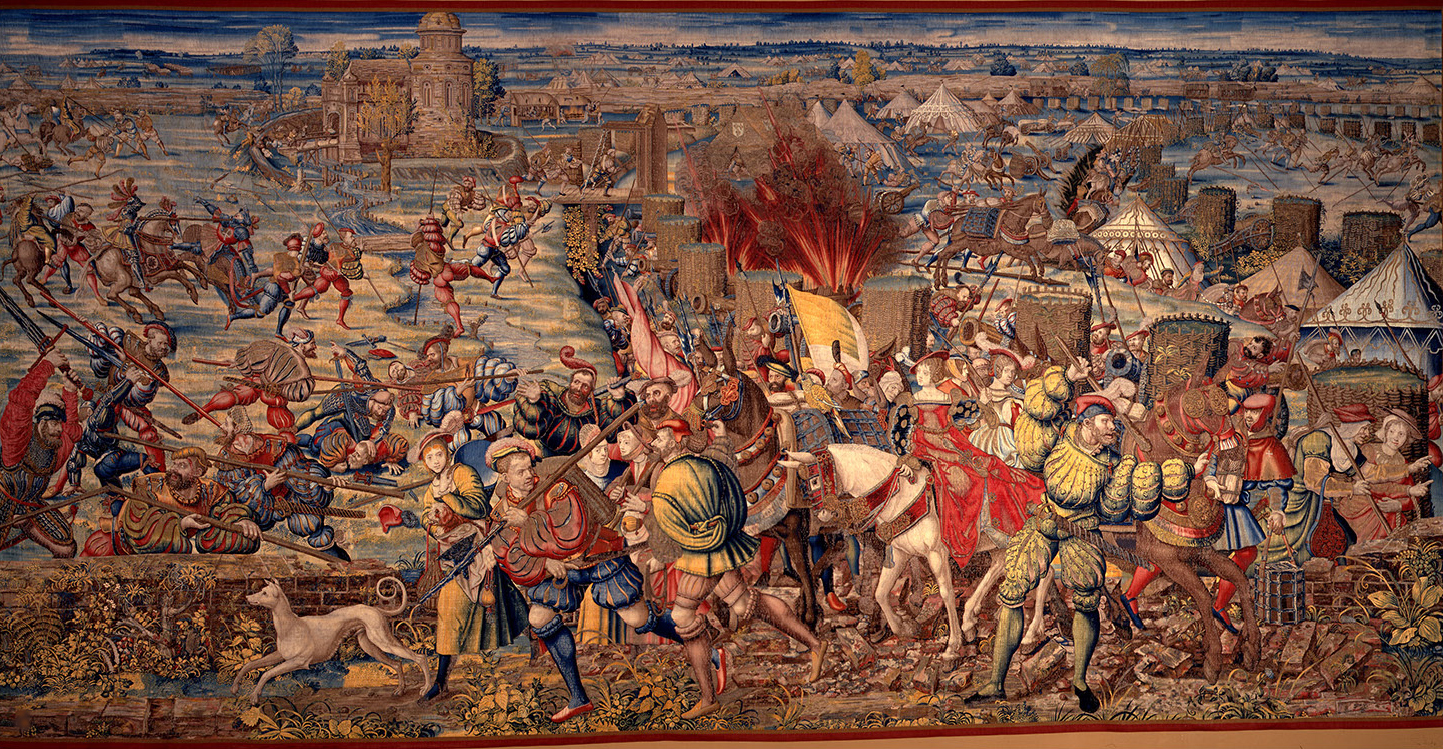
1525年のパヴィアの戦い。編成はすでに確立していた。

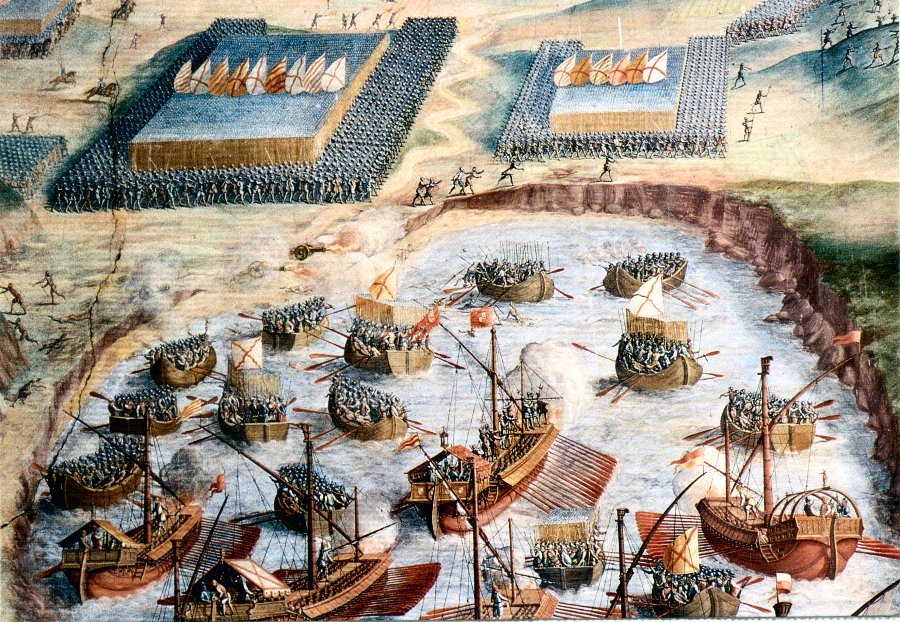
テルシオの配備（1583年）

新式の軍事編成によって生まれた部隊をテルシオと呼称する動きは1509年に始まったとされる。この時の部隊はのちにTercio Viejo de Nápolesとなる。
1536年、カルロス1世によって発布された勅令にテルシオ（Tercio）という名称が登場し、これ以後テルシオという名称が一般化する。その由来には諸説あるが、いまだに定説を見ない。
テルシオは発足当初から志願による兵士の募集を行っており、国家により直接維持・運営される常備軍的な性格を持った。長期にわたる雇用は、常に一定以上の練度、結束力を保持することができた。また即応性のある戦力として、スペイン軍の強さに繋がった。テルシオは当初はスペイン人のみから構成されていたが、1584年にイタリア人からなるテルシオが創設されたのをきっかけに、外国人のテルシオも創設されるようになった。
しかし、常備軍的な性格を持ったため、当然ながら、その分スペインの国庫は圧迫された。これは新大陸からの金銀の流入によって潤ったスペインでも耐え切れないほどの支出であり、歴代の国王は数度にわたって国家の破産宣言をすることとなる。
それでも16世紀を通して、テルシオは最精鋭の軍団として各地で活躍した。1525年のパヴィアの戦いでは、フランス王フランソワ1世を捕虜にするという戦果を挙げた。テルシオの力でスペインはイタリア戦争に勝利し、フランスのイタリアへの介入を頓挫させた。ネーデルラントの反乱も、16世紀末まではほぼ抑制することに成功していた。
しかし17世紀に入ると、テルシオに挑戦する試みが現れる。ネーデルラントのマウリッツ・ファン・ナッサウは、テルシオを破るために新式の軍隊を編成し、オランダ式大隊と呼ばれる戦闘隊形を編み出した。マウリッツの改革はヨーロッパに波及し、スウェーデンのグスタフ2世アドルフはそれをさらに洗練させ、1631年のブライテンフェルトの戦いで、神聖ローマ皇帝軍のスペイン方陣を破った。
こうした動きを受けて、テルシオもいくつかの改革を取り入れた。1635年、フェリペ4世は布告を出し、テルシオの軍制改革を進めた。テルシオ1部隊あたりの兵員定数を3000名から1000名前後に削減して、指揮の効率化に努めた。時代遅れになっていた戦闘隊形も改良し、スペイン方陣とスウェーデン式大隊を融合させた新隊形を採用した。1637年には、民兵をテルシオの中に取り込んで、地方テルシオと呼ばれる軍団を編成し、動員兵力を増加させた。しかし、1643年のロクロワの戦いで大敗を喫するなど、すでにスペインとテルシオの軍事的優位は失われていた。その後もテルシオはいくつかの改良を加えられていったが、1704年、フェリペ5世（ルイ14世の孫）が、フランス式の連隊と大隊で構成される軍制を採用したことによって、テルシオは消滅した。現在、テルシオという軍隊用語はスペイン外人部隊の部隊単位および海兵隊や第4特殊作戦集団の通称としてのみ存在している。

## 編成

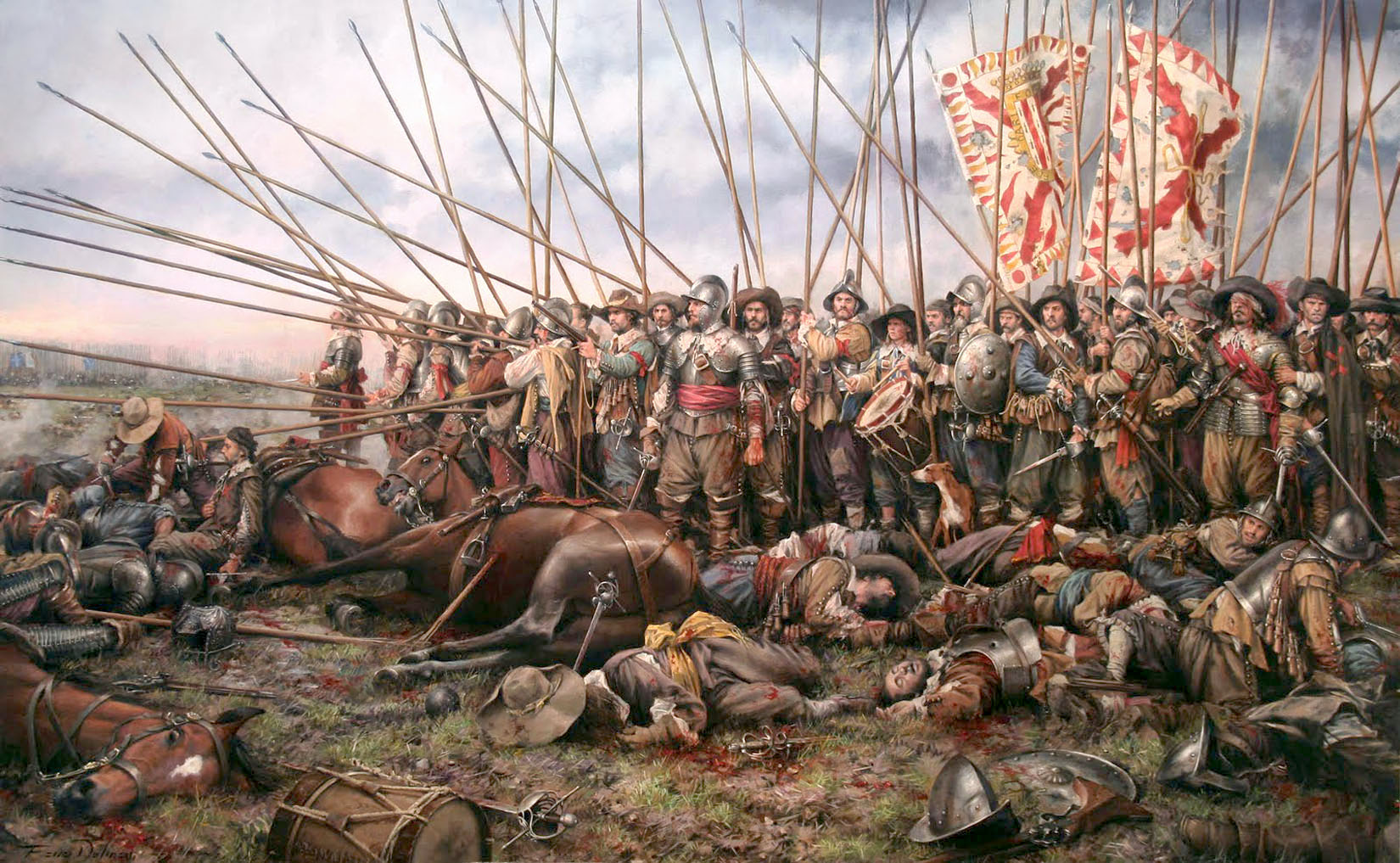
ロクロワの戦い（1643年）

テルシオの公式編成は時代ごとに異なり、兵士の出身国・地域によって編成が異なった時代もあった。しかし多くの場合公式編成は無視され、同時代・同地域出身の部隊でも、編成が異なることが頻繁にあった。
テルシオを構成する中隊の編成は1567年以降、公式には11名の士官、219名の槍兵、20名のマスケット兵からなる槍兵中隊と、11名の士官、224名のアーキバス兵、15名のマスケット兵からなる銃兵中隊であったとされるが、1598年の勅令により、各中隊は、130名の槍兵と100名のアーキバス兵、20名のマスケット兵からなる槍兵中隊と、マスケット兵とアーキバス兵からなる、人数の指定されていない銃兵中隊へと公式に変更された。1636年の勅令で、中隊は11名の士官、30名のマスケット兵、60名のアーキバス兵、99名のパイク兵からなる単一の編成に変更された。
以下に挙げるのは実際のテルシオの編成である。

### 1567年5月　Tercio de Cerdeña
出典:
- パイク兵　745名
- アルケビューズ兵　647名
- マスケット兵　122名
- 士官・下士官　137名
  - 総数　1671名

### 1571年3月　Tercio Viejo de Nápoles
出典:
- パイク兵　1768名
- アルケビューズ兵　456名
- マスケット兵　281名
- 士官　171名
  - 総数　2676名

### 1607年6月　Tercio de Balanzon
出典:
- パイク兵　237名
- アルケビューズ兵　289名
- マスケット兵　252名
- 士官　97名
  - 総数　875名

### 1622年8月　Tercio de Tyron
出典:
- パイク兵　75名
- アルケビューズ兵　227名
- マスケット兵　72名
- 士官　46名
  - 総数　420名

## 戦闘隊形

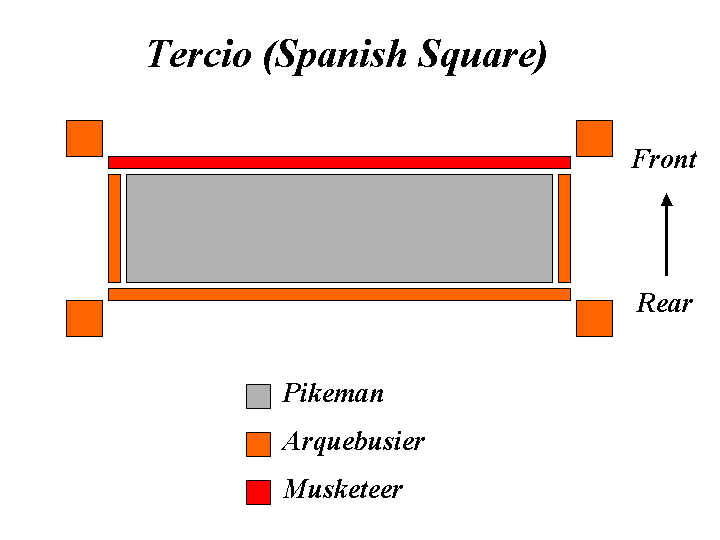
スペイン方陣。画像は槍兵が多い最初期のもの。時代が進むにつれて、周囲や四隅の銃兵が増加していった。

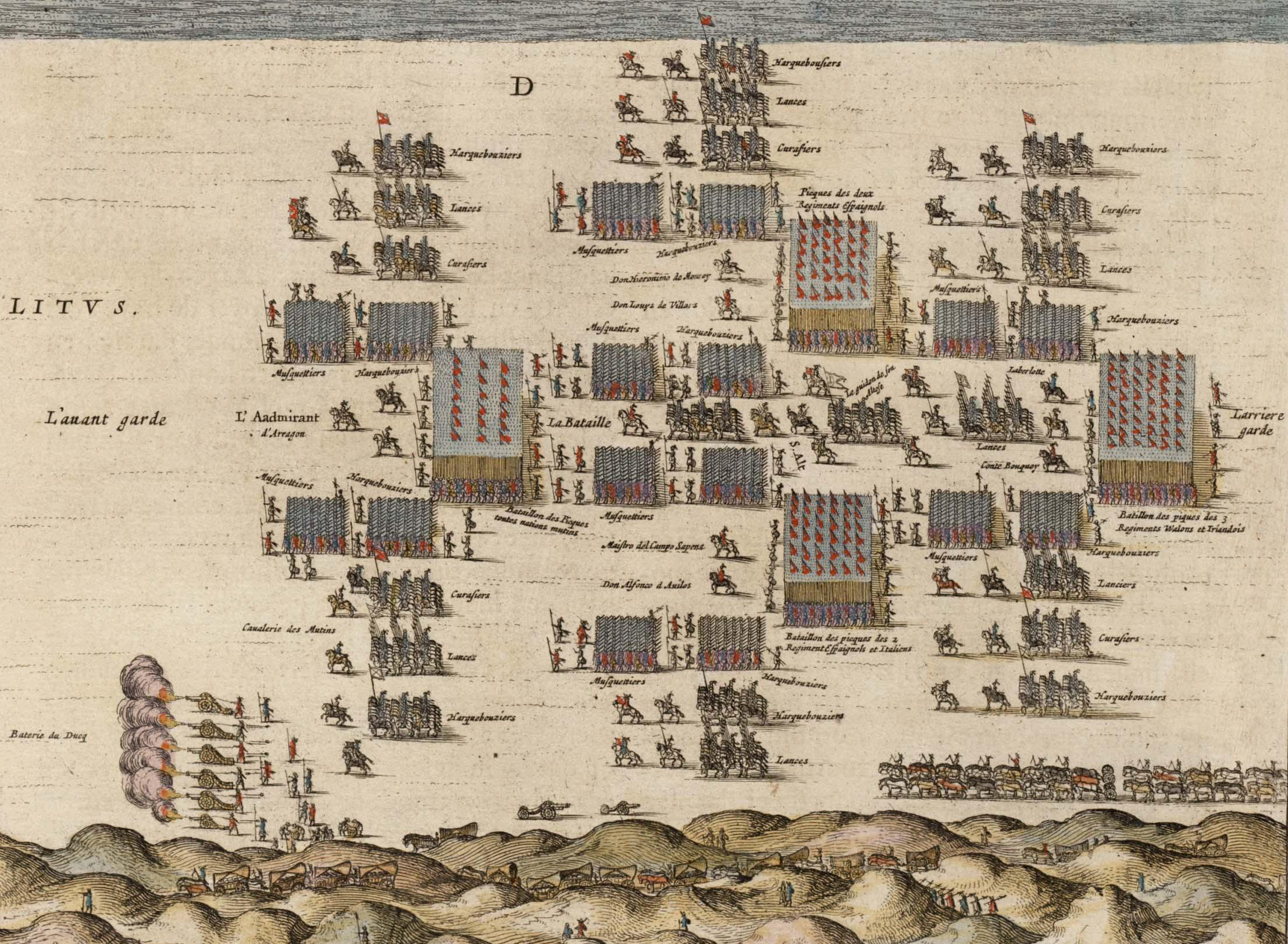
テルシオとBattle of Nieuwpoort（1600年7月2日）

戦闘時、テルシオは槍兵と銃兵を組み合わせて一つの大方陣を作った。まず槍兵に縦深20列から30列程度の方陣を組ませる。この槍方陣の四方を2列の銃兵が取り囲む。この時、正面には威力の高いマスケット銃兵を置く。さらに、四隅に縦深4列から6列程度の銃兵の小方陣を組む。これによって全方位に死角のない方陣が完成する。ただし、数字は完全定数のものである。兵力が実際には半数だったのと同様に、こちらも割り引く必要がある。また、状況に応じて縦深の深さや横列の長さは適宜変更した。スペインはこの戦闘隊形を"Cuadro de Terreno"（野戦方陣）と呼んだ。他国では、この戦闘隊形自体をテルシオと呼び、あるいは単にスペイン方陣と呼んだ。
一見してテルシオの防御偏重は明らかである。これはスペインの戦訓から導き出されたものだった。レコンキスタの戦いは、山岳地帯の多いイベリア半島の地勢から、その多くがイスラムの拠点を奪取する攻城戦であった。テルシオ以前の装備が、要塞突入時の乱戦に適した剣と円盾であったことからもそれは窺える。イタリア戦争でフランスの重騎兵の脅威にさらされたスペインは、騎兵の機動力と衝撃力を減殺する方法を考えた。城壁、火器、塹壕、といった攻城戦の防御的要素が導き出されるのは、そうした過去の経験からすれば当然であった。その結果、これほどまでに防御を重視した大方陣が完成したのである。
つまり、テルシオは歩兵によって構成される要塞だった。それゆえにテルシオの機動力は劣悪で、移動や方向転換には莫大な時間がかかった。これは、テルシオの目的が防御にあることを考えれば当然の帰結であった。敵を迎え撃つだけならば、動く必要がないからである。しかしそれは同時に、こちらから攻撃に出るのが困難であることを意味した。この欠陥を補うために、スペインはテルシオの前面に砲を配備した。これもまた、要塞の概念を野戦に持ち込んだものだった。
テルシオを破るには、攻城戦と同様に外壁（槍兵）を削るか、砲撃によって隊形そのものを崩すしかなかった。しかし、16世紀の巨大で鈍重な大砲では、野戦でテルシオを崩すほどの砲撃を加えるのは難しかった。結局、スペインの敵が選択したのは、彼らのやり方を模倣することだった。
この結果、16世紀の戦場では、テルシオ同士がにらみあい、衝突して、少しずつ相手の槍兵を削っていくという光景が繰り広げられた。勝利を得るためには、相手が損害に耐え切れずに撤退するか、兵の士気が低下して自己崩壊するのを待つしかなかった。この時代は傭兵が軍の主力であったため、部隊としての結束力が低く、士気低下による崩壊は引き起こしやすかった。この点、常備軍的なテルシオは結束力が高く、優位に立つことができたのである。だが、たとえ崩したとしても壊滅的な打撃を与えることは難しかった。テルシオでは追撃ができなかったからである。
野戦による早期の決着が期待できる時代ではなかった。戦術的にも戦略的にも防御が重視されるようになり、決戦よりも機動戦や消耗戦が多くなった。このため、16世紀から18世紀にかけて、戦争の期間は長期化した。
一方で、テルシオの戦闘隊形を銃兵に取り巻かれたパイク兵の方陣とする説明は誤りであり、実際には銃兵の配置や隊形の形状は指揮官が敵や状況を把握して柔軟に指示するものであり、火器を有効利用するために線形の陣形を取ることもあったともいう 。テルシオが取りうる隊形はほぼ無限に存在し、16世紀から使用されていた斉射戦術と組み合わせることで絶大な威力を発揮することができたとされる。

## 組織

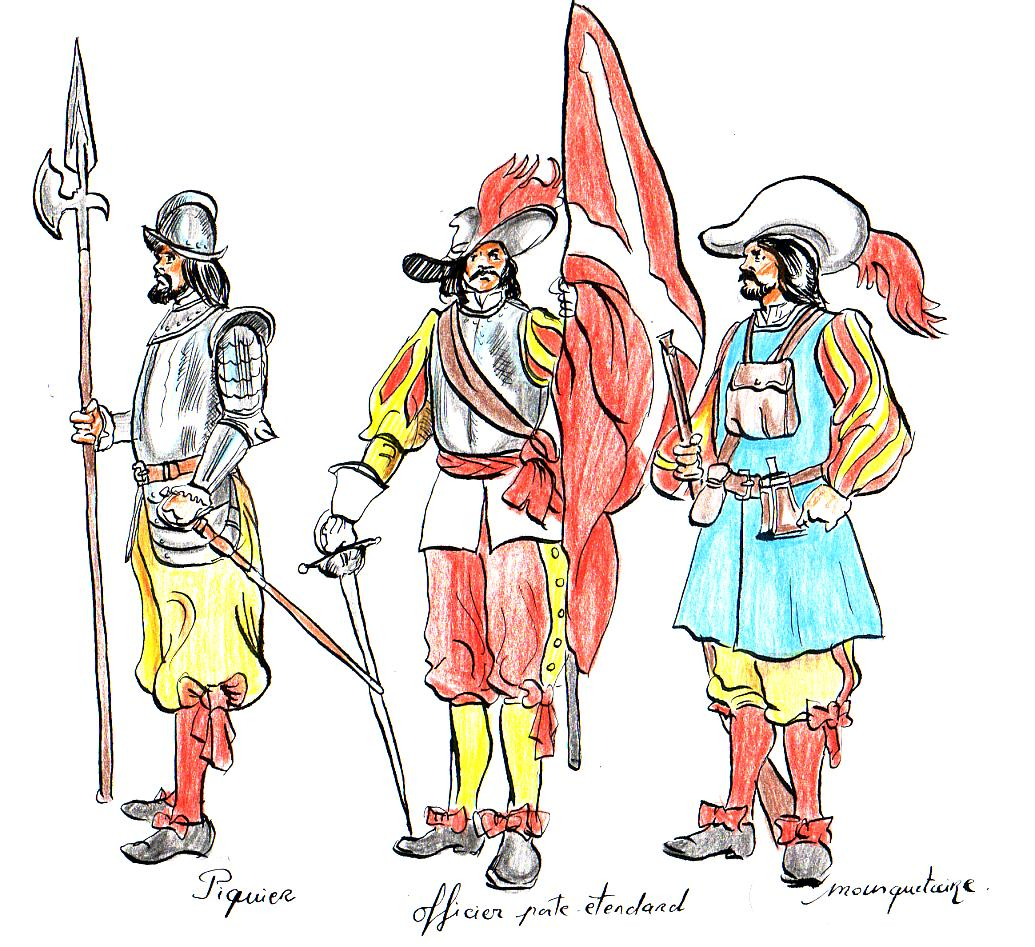
テルシオの組織: an alabardero、alférez と arcabucero

テルシオは以下の士官からなる指揮系統を持っていた。
Maester de Campo（連隊長）
Maester de Campoはテルシオを指揮する最上位の階級であり、同時に第一中隊の中隊長として、他の中隊長と同じ責務を負っていた。遠征軍の一部として行動する際は、遠征軍首脳部の審議に参加することができたが、指揮下のテルシオ単体で行動する場合はMaester de Campoが最上位の指揮官となった。またMaester de Campoは指揮下の部隊の士官を任命する権限を有し、1587年に勅令によって指揮系統の変革が行われるまで、軍事裁判権をも有していた。
戦闘時や行軍時は配下のSergento Mayorに隊形を指示し、包囲戦時には砲兵と連携して塹壕や坑道を掘る指示を下すことがあるため、Maester de Campoには従軍経験を通した技術的な知識・経験が必要とされた。Maester de Campoには直接のスタッフとして8名のハルバード兵が割り当てられていたが、この他にも状況に応じて工兵や待命中の士官が加わることもあった 。
Sergento Mayor（上級曹長）
Sergento Mayorはテルシオの指揮系統において第二位の階級であり、当初は少尉から、後にはMaester de Campoによって選抜された中隊長の中から総司令官によって選ばれた。Maester de Campoの不在時を除いて独立した指示をだす権限は与えられていなかったものの、Maester de Campoと中隊長・曹長との仲立ち役として行軍・戦闘隊形を組ませる責任を持ち、隊形の前を騎馬で通過できる特別な権利を有していた。Sergento Mayorは兵士の訓練にも責任を持ち、パイクや火器の扱いに精通していなければならなかった。
しばしばスタッフとして少尉または待命中の士官からなる2人の助手を持っていた
Capitán（中隊長）
Capitánはテルシオを構成する各中隊の最上位の階級であり、兵員を直接募集し中隊を創設する役目も負っていた。Capitánは中隊の兵員の手本となることが望ましいとされており、戦闘時にはCapitánは中隊の先頭に立ち、中隊を直接指揮し、中隊の武装に合わせて火器やパイク、片手剣と盾などで武装していた。
Alfárez（少尉）
Alfárezは中隊において第二位の階級であり、中隊長の助手でもあった。Alfárezは軍務に秀でていると同時に中隊のアイコンとなる階級であった。戦場での役割は隊旗を保持することであり、片手で隊旗を持ち、同時にもう片方の手で剣を操ることができる事が必要とされた
Sargento（曹長）
Sargentoは中隊の兵員の訓練と規律に責任を持っており、また戦闘時には中隊に適切な隊列を取らせる任務があった。この任務のため、Sargentoには数学的な能力が必要とされた。その権威の象徴として、ハルバードを所持していた。
Cabo（伍長）
Cabo、またはCabos de escuadraは曹長の助手であり、25名の人員をまとめた隊の責任者であった。
Furier（給養係）
食料の配給や装備の維持・調達、部隊の予算管理などに責任を持つ役職。各テルシオには1人のFurier Mayorがおり、各中隊のFurierを統括していた。
従軍牧師
宗教的な面をサポートする他、兵士達の遺書を筆記する等の事務も行っていた

## テルシオへの挑戦

### オランダ

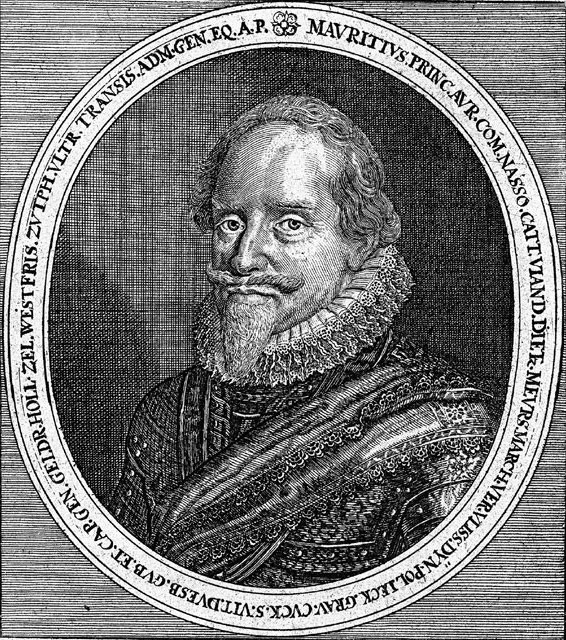
軍制改革の先駆者、ナッサウ伯マウリッツ。

1568年、スペイン領ネーデルラントで反乱が起こり八十年戦争が開始された。スペインは鎮圧のためにテルシオを常時ネーデルラントに駐屯させた。また、各地の反乱予防のために反乱軍を監視する多数の要塞を建設した。年を追って要塞の数は増加した。
ネーデルラント総督ナッサウ伯マウリッツは、テルシオに勝利する方法を研究した。テルシオの最大の欠陥は、攻撃に使用できない（あるいは使用し難い）という点にある。ここでマウリッツは火器に着目した。当時の火器は命中率、信頼性ともに低いものだったが、槍方陣に対しては優位に立てたからである。マウリッツは中隊の槍兵を減少させ、銃兵を増加させた。前述のとおり、16世紀末のテルシオの槍：銃の比率は2：1であったが、これをマウリッツは逆転させ、1：1.2としたのである。17世紀半ばには、オランダ軍の火器はさらに増加した。
以下、16世紀末のオランダ軍の編成と戦闘隊形について記述する。
オランダ軍の基本編成は大隊で、定数は550名程度だった。内訳は士官11名、パイク兵250名、銃兵300名だった。通常、5個大隊で1個連隊とした。大隊はテルシオの欠陥を払拭するための新隊形であった。

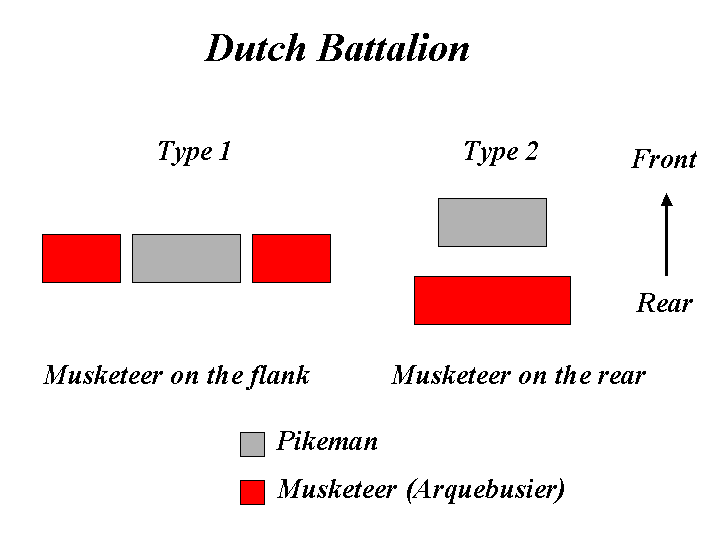
オランダ式大隊。左は銃兵が両翼についた隊形、右は銃兵が後方についた隊形である。銃兵を状況にあわせて展開可能なのがオランダ式大隊の強みだった。

戦闘隊形としてのテルシオの欠陥は2点ある。その巨大さからくる鈍重さが1点。前列の兵が交戦している間、後列の兵は無駄になるというのが2点目である。これらの欠陥を改良すべく、マウリッツが編み出したのがオランダ式大隊と呼ばれる戦闘隊形である。テルシオよりも浅い縦深10列の槍兵方陣を組ませ、その両翼ないしは後方に、同じく縦深10列の銃兵方陣を配置するのである。大規模な会戦では、この大隊を交互に並べた。実質的に、オランダ式大隊はテルシオの縮小版といえるものだった。これによって部隊の機動力や柔軟性は向上したが、反対に防御力は低下した。しかし、マウリッツはそれで十分だと考えていた。この頃にはすでに重騎兵の脅威が減少していたため、以前ほど防御を重視する必要はなかったのである。
さらにマウリッツは斉射戦術を発展させ、背面行進と呼ばれる戦術を編み出した。まず、前列の兵が斉射する。その後、前列の兵は最後尾に移動して装填を行う。その間に、後列の兵が進み出て斉射をする。これを繰り返すことによって、理論上は間断なく斉射を行える。いわゆる輪番撃ちと同じ方法論である。このような部隊行動を行うには、普段からの訓練が必要であった。マウリッツは銃兵の一連の行動をパターン化し、それに基づいて訓練を施した。こうした教育方法はオランダ式教練と呼ばれ、各国に波及していった。

### スウェーデン
スウェーデン王グスタフ2世アドルフは、マウリッツ式の軍制改革をさらに発展させた。グスタフ・アドルフは、全国的な徴兵制を布き、動員兵力の増加につとめた。また、部隊の柔軟性を高めるため、中隊あたりの士官の数を大幅に増加させた。

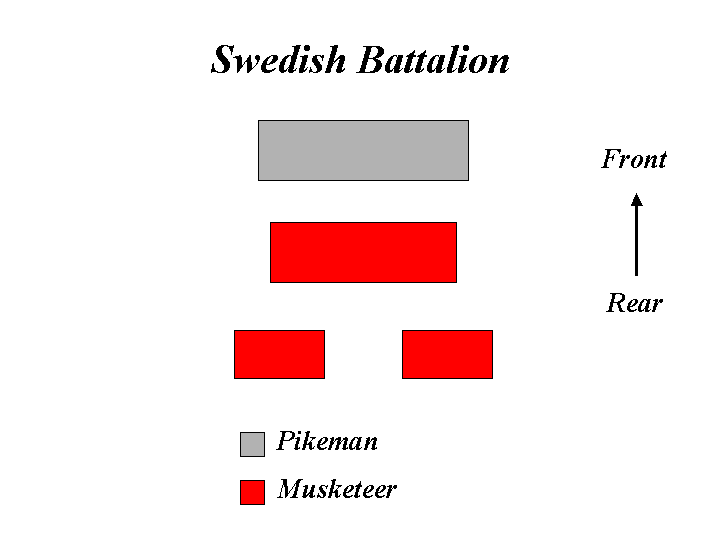
スウェーデン式大隊。オランダ式大隊以上に柔軟な銃兵の展開が可能だった。

スウェーデン軍の基本単位は中隊で、定数は150名であった。その内訳は士官16名、パイク兵54名、マスケット銃兵72名、事務員8名であった。通常、8個中隊で1個連隊とし、これを行政上の管理単位とした。オランダ軍同様、戦時に数個中隊を組み合わせたが、グスタフ・アドルフはオランダ式大隊に改良を加えてスウェーデン式大隊を生み出し、さらに上の単位として旅団を創設した。

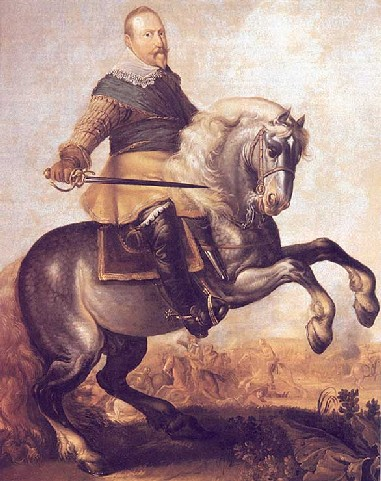
ブライテンフェルトの戦いのグスタフ・アドルフ。

スウェーデン式大隊は、槍兵方陣の後方に銃兵方陣を置き、さらに後方に予備の銃兵方陣を置くというものである。3列目の銃兵は、いつでも両翼の支援に回ることができ、より効率的な火力の発揮が可能となった。大規模な戦闘時には、この大隊を複雑に組み合わせたスウェーデン式旅団を運用した。さらにグスタフ・アドルフは、各旅団の間隔に連隊砲と呼ばれる軽量小型の砲を配置し、全体の火力を高めた。
また、グスタフ・アドルフは背面行進以上に攻撃的な、漸進斉射戦術と呼ばれる戦術を編み出した。まず、前列の兵が斉射する。その後、前列の兵は最後尾に移動せず、その場で装填を行う。後列の兵は前列の兵の前に進み出て斉射をする。これを繰り返すことによって、敵に接近しながら斉射を加えるのである。この漸進斉射戦術は、敵の隊列を撃破する可能性を銃兵に与えた。
さらにグスタフ・アドルフは、騎兵、砲兵にも改革を加えた。戦闘時、スウェーデン騎兵は、カラコールを用いず、抜刀突撃戦術（サーベル・チャージ）を使用した。これは失われていた騎兵の打撃力を一定ではあるが回復することができた。また、騎兵にマスケット銃兵の小部隊を付随させ、騎兵の火力を大きく高めた（ただし、機動力は落ちた）。砲兵の充実は、グスタフ・アドルフが特に力を注いだ点だった。三十年戦争に参加した1630年の時点で、スウェーデン軍は他国に倍する砲兵を備えていた。さらに、歩兵支援のために連隊砲を開発したことは前述のとおりである。
スウェーデン軍の特に傑出していた点は、これら歩兵、騎兵、砲兵を単独の兵科ではなく、組み合わせて運用したことである。こうした運用方法は三兵戦術と呼ばれる。1631年のブライテンフェルトの戦いで、三兵戦術を用いたスウェーデン軍は、皇帝軍のスペイン方陣を破った。このスウェーデン式軍制改革は、オランダ式軍制改革と同様に大きな影響を与えた。テルシオがスペイン方陣を廃止し、新隊形を開発するのは1635年のことである。それはスペイン方陣とスウェーデン式大隊を合成したものだった。

### フランス

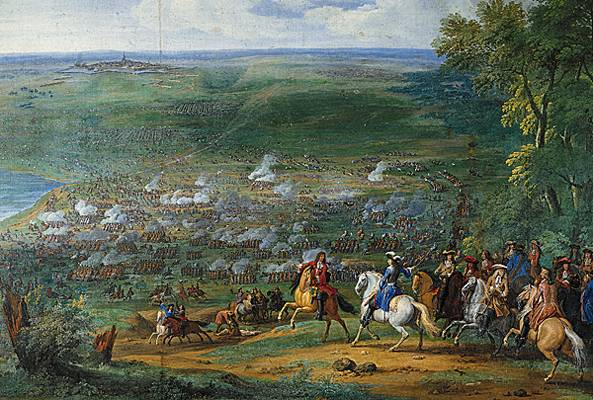
1643年のロクロワの戦い。スペインのテルシオは大敗を喫し、その価値を大きく低下させた。

イタリア戦争以来、フランスはスペインの主敵だった。16世紀初頭はテルシオによってスペインが優位に立ったが、間もなくフランスはその軍制を模倣して対抗した。ただし、フランス軍は依然として重騎兵を軍の中核にしていた。17世紀になると、フランスはオランダ式軍制改革を取り入れた。ここでも騎兵を重視するフランス軍は、重騎兵、軽騎兵、竜騎兵を組み合わせて効果的に使用した。
1643年、ロクロワの戦いでフランス軍はスペイン軍のテルシオを打ち破った。ブライテンフェルトの戦いと違い、本家スペインのテルシオが破れたことで、決定的にその価値は低下した。その後もテルシオは改良を加えられて使用され続けたが、1704年にルイ14世の孫フェリペ5世がテルシオに代えて連隊と大隊の編成を採用するにおいて、ついにテルシオは消滅した。